# Rutland, Vermont
Rutland, formellt City of Rutland, är en stad i Rutland County i delstaten Vermont i USA med cirka 17 292 invånare (2000). Rutland är huvudort (county seat) i Rutland County. Den omges helt av grannkommunen Town of Rutland.

## Massmedia
Här finns bland annat tidningen Rutland Herald, som år 2000 vann Pulitzerpriset.

### Fotnoter
1. ↑  ”Rutland Herald History” (på engelska). Rutland Herald. Arkiverad från originalet den 16 september 2017. https://web.archive.org/web/20170916225705/http://www.rutlandherald.com/general-information/about-us/rutland-herald-history/. Läst 16 september 2017.